# U-461
Das Unterseeboot U-461 gehört zum sowjetischen Projekt 651. Es ist das letzte noch existierende Boot dieser Klasse der größten jemals gebauten konventionellen Unterwasser-Raketenkreuzer. Das Boot dient als Museum in der Museumslandschaft Peenemünde auf Usedom und kann dort kostenpflichtig besichtigt werden.

## Geschichte
Als Waffe gegen US-Flugzeugträger-Kampfgruppen entwickelt, wurde das Boot Anfang der 1960er-Jahre gebaut und 1965 unter der Bezeichnung K-24 in Dienst gestellt, später in B-124 umbenannt. Das diesel-elektrisch angetriebene U-Boot war auf seinen Übungs- und Patrouillenfahrten im Nordatlantik mit vier Marschflugkörpern und Torpedos unterwegs. Zum Abfeuern der Marschflugkörper musste das U-Boot auftauchen.
Seit 1988 im Reservestatus, wurde das U-Boot 1991 außer Dienst gestellt. 1998 brachten zwei Schlepper das in U-461 umbenannte Boot nach Peenemünde.

## Technische Daten
- Baujahr: ca. 1961
- Außerdienststellung: 1991
- Gewicht: 4.127 t
- Länge: 85,90 m
- Breite: 9,70 m
- maximale Tauchtiefe: 300 m
- Reichweite: max. 18.000 sm
- Überwassergeschwindigkeit: max. 15,9 kn
- Unterwassergeschwindigkeit: mit E-Motoren max. 18 kn
- Hauptmaschine: 2 Dieselmotoren je 2.943 kW = 5.886 kW
- 2 Haupt-E-Maschinen je 4.414 kW = 8.828 kW
- Autonomie: 90 Tage
- Tauchdauer: max. 33 Tage
- Bewaffnung:
  - 6 Bugtorpedorohre Kaliber 533 mm
  - 4 Hecktorpedorohre Kaliber 400 mm
  - 8 Reservetorpedos Kaliber 400 mm
  - 4 Startrohre für Anti-Schiff-Raketen SSN-3 „Shaddock“, Kaliber 900 mm
- Treibstoffvorrat: max. 670 t
- Frischwasser: 44 t
- Druckluft mit 200 kg/cm² 37,8 m³
- Proviant: 17,4 t
- Besatzung: 78–82 Mann
- Toiletten: 3 Stück
- Dusche: 1